# Бродський Михайло Юрійович
Миха́йло Ю́рійович Бро́дський  (5 квітня 1959 року, м. Київ) — український політик, президент Української баскетбольної Ліги, лідер партії «Яблуко», яка певний час входила до складу Блоку Юлії Тимошенко, депутат ВР третього скликання. Кандидат (самовисуванець) у Президенти України на виборах 2004 та 2010 років. Лауреат української загальнонаціональної премії «Людина Року» в номінації «Бізнесмен року» (1996, 1997). З 24 березня 2010 року по 13 лютого 2011 голова Державного комітету з питань регуляторної політики та підприємництва. Звільнений з посади голови Державної служби України з питань регуляторної політики та розвитку підприємництва 16 жовтня 2014 р. Голова редакційної ради «Обозреватель».

## Освіта
Закінчив Інститут ринкових відносин та підприємництва міжнародного центру «Ринок» в 1996 році. Спеціальність за освітою — менеджмент у виробничій сфері. Економіст, менеджер виробничої сфери. Володіє італійською мовою.

## Трудова діяльність
- З травня 1978 року працевлаштований техніком тресту «Київдіпротранс».
- 1978—1979 роки — служба в радянській армії.
- З 1979 до 1986 року — технік, інженер-наладник Київського монтажно-будівельного управління.
- 1986—1989 роки — старший інженер, виконроб, начальник госпрозрахункової дільниці тресту «Київпобутрембуд».
- З 1989 до 1991 року — в.о. заступник начальника управління виробничо-технічної комплектації виробничо-житлового ремонтного об'єднання Київського міськвиконкому.
- З 1991 до 1994 року — директор малого державного підприємства «Томпо».
- З 1994 до 1997 року — президент концерну «Денді».
- У 1996 році закінчив Інститут ринкових відносин та підприємництва Міжнародного центру «Ринок», за спеціальністю менеджмент виробничої сфери — менеджмент персоналу.
- З листопада 1997 до лютого 1998 року — президент громадської організації «Ґільдія підприємців м. Києва».
- З лютого до квітня 1998 року — голова ради ЗАТ "Видавництво «Київські Відомості».
- У 1994—1998 роках — депутат Печерської районної ради, м. Київ.
- З січня 1997 до січня 1998 року — член Народного Руху України.
- З травня 1998 до травня 2002 року — народний депутат України 3-го скликання, з липня 1998 до лютого 2000 року — член Комітету ВР України з питань законодавчого забезпечення правоохоронної діяльності та боротьби з організованою злочинністю і корупцією.
- З травня 1998 до вересня 1999 року — член фракції «Громада».
- З вересня 1999 до березня 2002 року — 1-й заступник голови Політичної партії «Яблуко», з березня до червня 2002 року — співголова політичної партії «Яблуко», з червня 2002 до березня 2005 року — голова цієї партії.
- З травня 2003 року — директор-консультант Українсько-італійського спільного підприємства ТОВ «Венето».
- У 2005 році — радник Прем'єр-міністра України.
- У 2005—2007 роках — член Політичної ради ВО «Батьківщина».
- З 2007 року — голова Партії вільних демократів, перший заступник голови Партії вільних демократів.
- З квітня 2006 до травня 2008 року — депутат Київської міської ради.
- З травня 2008 до березня 2010 року — тимчасово відходить від політики й основний час приділяє власному бізнесу.
- З березня 2010 до жовтня 2014 — голова Державного комітету з питань регуляторної політики та підприємництва.
- Мав стосунок до управління Жидачівським ЦПК.

## Політична діяльність
- У 1994 році — обраний депутатом районної ради.
- З березня 1998 по квітень 2002 — Народний депутат України 3-го скликання
- У 2006 році обраний до Київради за списками БЮТ.
- 24 березня 2010 року рішенням Кабінету Міністрів України призначений головою Державного комітету з питань регуляторної політики та підприємництва.
- Брав участь у президентських виборах 2010 року. Зайняв передостаннє 17-е місце, отримавши 14 991 голосів (0,06 %).

## Фігурування в антикорупційних розслідуваннях

### Київський річковий вокзал
Як повідомляє програма журналістських розслідувань «Схеми», для реставрації будівлі Київського річкового вокзалу немає дозволу, а сама будівля належить компанії, наближеній до екс-голови Держкомпідприємництва Михайла Бродського та народного депутата Нестора Шуфрича. Відповідно до даних Smida, 24% акцій ПАТ «Київський річковий порт», яке володіє будівлею, належить белізькій фірмі AEROTRADE SOLUTIONS INC. Її представник Андрій Савчук був фінансовим директором Київського представництва  Торговий дім "Жидачівський паперовий комбінат", а також фінансовим директором концерну «Основа» з орбіти Михайла Бродського. 25% акцій ПАТ «Київський річковий порт» належить ТОВ «Сучасне партнерство». Керівником ТОВ «Сучасне партнерство» був Віктор Сидорук — помічник нардепа Нестора Шуфрича. ТОВ «Сан гален холдінг», яке володіє ще 25% акцій ПАТ «Київський річковий порт» – компанія, яка за даними «Схем», наближена до нардепа Н. Шуфрича.
За словами Ларіона Мірошніченка, завідувача відділу оцінки об'єктів культурної спадщини Державного історико-архітектурного заповідника «Стародавній Київ», річковий вокзал є нововідкритою пам’яткою архітектури. І для початку реставрації необхідно отримати спеціальний дозвіл.

### Незаконна забудова півострова Рибальський
Виходячи із журналістського розслідування проєкту «Схеми», розвинулась резонансна справа щодо незаконної забудови півострова Рибальський із відсутністю належних дозволів та порушенням процедур. Влітку 2016 року депутати Київради затвердили детальний план території Рибальського. Попри те, що він не мав суперечити генеральному плану міста, детальний план передбачав будівництво житла там, де генеральний план до 2020 року залишав громадську забудову. Територію де проводиться будівництво, ПАТ "Київський річковий порт" отримало в оренду на підставі рішення Київської міської ради від 28 липня 2016 року. Утім не для будівництва, а для "експлуатації та обслуговування майнового комплексу". До ПАТ "Київський річковий порт" має стосунок народний депутат України Нестор Шуфрич та екс-голова Державного комітету з питань регуляторної політики та підприємництва Михайло Бродський, яким належать акції компанії "Київський річковий порт".

### Звинувачення в незаконному видобутку піску та несплаті податків
У серпні 2022 року Служба безпеки України провела обшуки у Михайла Бродського.

## Особисте життя
Одружений. Має двох синів і дочку.
Перша дружина  — Ольга Бродська. Сини від першого шлюбу:
- Ростислав Бродський (1980 р.н.) отримав у весільний подарунок найбільшу в країні компанію по постачанню обладнання для салонів краси та соляріїв. Онучка, дочка Ростислава (2002 р.н.).
- Юрій Бродський (1986 р.н.) координує розвиток кондитерських та кафе, власник ресторану «Калина» у Києві. На цей бізнес дав сину кредит, який той досі виплачує[12]. Згідно з інформацією іноземних ЗМІ, підозрюється в причетності до організації наркоторгівлі в трьох країнах[13].

Друга дружина — Світлана Бродська (1980 р.н.) закінчила Київський транспортний технікум, володіє двома матрацними магазинами «Венето». Вони познайомились, коли вона плакала з приводу її звільнення з магазину Бродського «Венето», де вона працювала менеджером з продажів, Бродський взяв її номер телефону та цілий місяць добивався зустрічі.
- Дочка Анна Бродська (2004 р.н.).